# Alppiruusupuisto
Le parc aux azalées (finnois : Alppiruusupuisto) est un parc du quartier de Teeriniemi à  Vaasa en Finlande.

## Présentation
Le parc est calme et ombragé au centre d'un petite pinède. 
Plusieurs dizaines d'espèces différentes, différents types d'azalées, poussent le long d'un sentier. 
La floraison des plantes est optimale au début de l'été.